# Centrocorynus dohrnii
Centrocorynus dohrnii es una especie de coleóptero de la familia Attelabidae.

## Distribución geográfica
Habita en la India y en Sri Lanka.